# Sebastian Gramss

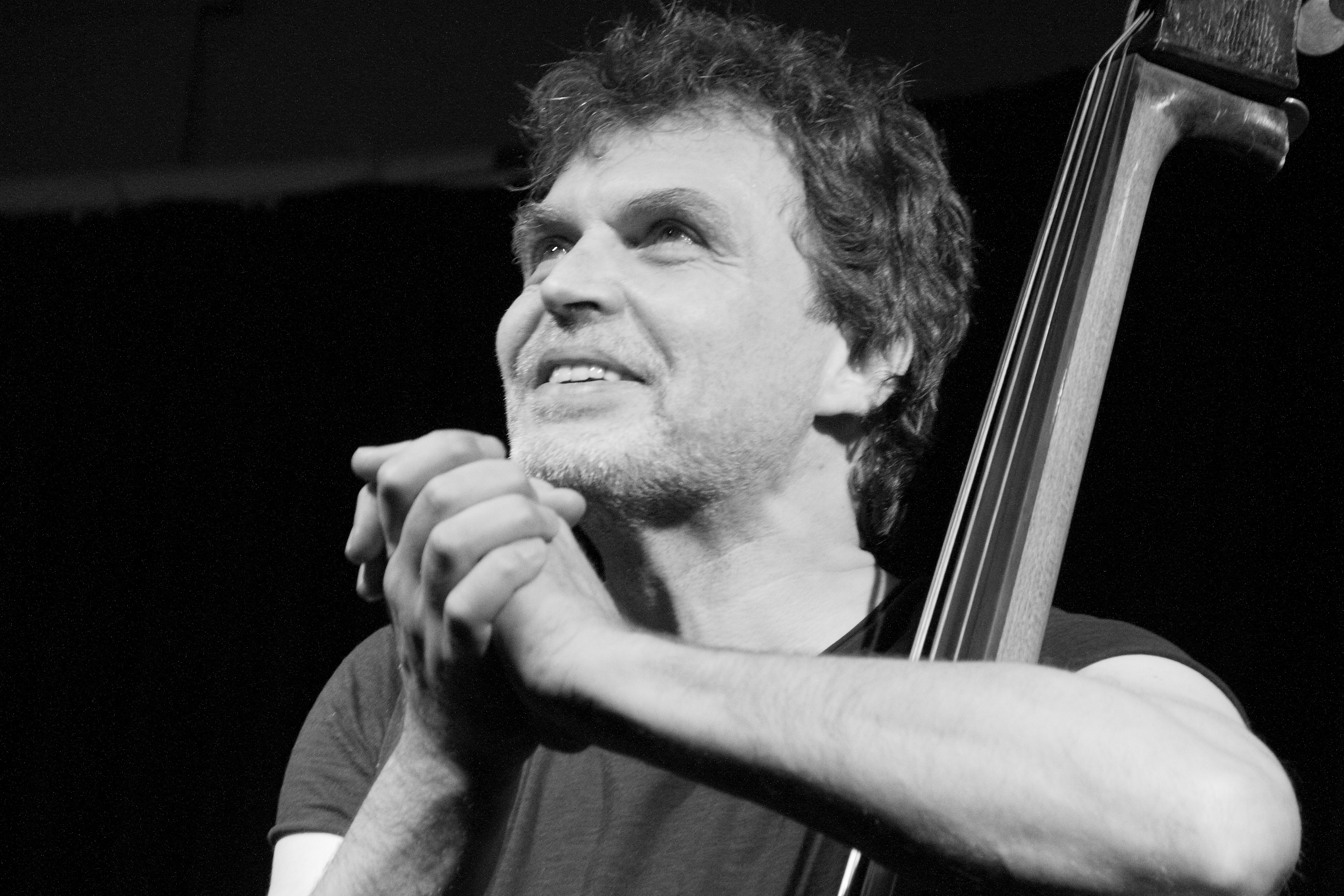
Sebastian Gramss, 2018

Sebastian Gramss (* 13. Juli 1966 in Wilhelmshaven) ist ein deutscher Kontrabassist, Cellist und Komponist zeitgenössischer Musik und Jazz. Er ist Echo-Preisträger in der Sparte Kontrabass 2013 und 2018.

## Leben und Wirken

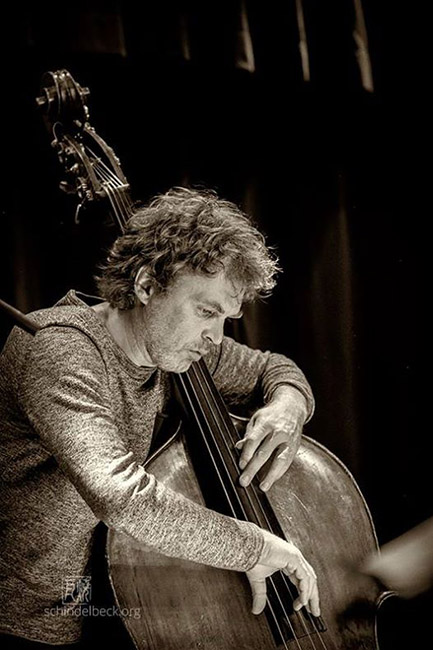

Gramss, Sohn des Opernregisseurs Eike Gramss, hatte nie andere Berufswünsche als Musiker zu werden. Gramss hatte nach Preisen bei  Jugend musiziert Unterricht in der Klasse von Professor Ulrich Lau (Stuttgart); er studierte dann Kontrabass und Komposition am Konservatorium von Amsterdam und an der Musikhochschule in Köln. Seit 1988 ist er auch als Komponist für verschiedene Ensembles tätig. Daneben schrieb er zahlreiche Hörspiel-, Film- und Schauspielmusiken. Seit Mai 2009 ist er Dozent für Ensemble/Improvisation und Kontrabass an der Musikhochschule Köln und am Institut für Musik Osnabrück.
1993 gründete Gramss mit dem Gitarristen Frank Wingold, dem Saxophonisten Lömsch Lehmann, dem Schlagzeuger Dirk-Peter Kölsch und dem Posaunisten Nils Wogram die Gruppe Underkarl. Außerdem ist er u. a. reguläres Mitglied der folgenden Ensembles: OIRTRIO (mit Frank Gratkowski und Tatsuya Nakatani), Fossile3 (mit Rudi Mahall), Multiple Joy(ce) Orchestra, Scott Fields Freetett, im Multibass Orchestra, Knom.T und Das mollsche Gesetz. Als Instrumentalist arbeitet er mit Musikern aus den Bereichen der Neuen Musik, der improvisierten Musik und des Jazz zusammen, u. a. Marilyn Crispell, Fred Frith, Tom Cora, Elliott Sharp, Peter Kowald, Taylor Ho Bynum, Zeena Parkins, Peter Brötzmann, Robert Dick, Karl Berger, Axel Dörner, Hannes Bauer, Heinz von Cramer, Terry Jenoure, Philip Zoubek, Hayden Chisholm und Marjana Sadowska. In den letzten Jahren initiierte er auch mehrere Kontrabassensembles (in Gedenken an Peter Kowald und Stefano Scodanibbio) und das 50-köpfige Bassorchester Bassmasse. Mit Joëlle Léandre bildet er ein Kontrabass-Duo.
Als Solocellist wirkte Gramss bei den Produktionen Klara’s Verhältnisse (Regie: Beat Fäh) und Picasso (Regie: Hans Kresnik) am Schauspiel Bonn mit. Er schrieb u. a. Musik für Pina Bausch.

## Preise und Auszeichnungen
Gramss war Preisträger bei Jugend musiziert und erhielt 2013 und 2018 den Industriepreis Echo Jazz in der Sparte Jazz Kontrabass. 2022 wurde das gemeinsam mit dem WDR entstandene Album Sonifikation seiner Band States of Play mit dem Deutschen Jazzpreis als Rundfunkproduktion des Jahres ausgezeichnet; zudem erhielt das von ihm initiierte, bewusst politisch agierende Ensemble Hard Boild Wonderland den „Sonderpreis der Jury“.

## Diskographie (Auswahl)
- The Remedy, mit Tom Cora, Peter Kowald, Axel Dörner u. a. (JazzHausMusik, 1993)
- Underkarl – 20th Century Jazz Cover (TCB, 1996)
- Underkarl – Jazzessence (TCB, 1999)
- Underkarl – Second Brain und Freemix (Second Brain Revisited) (Enja, 2003)
- Terry Jenoure / Helios String Quartet / Sebastian Gramss – Looks Like Me (Free Elephant, 2006)
- Underkarl – Goldberg (Enja, 2007)
- oirTrio – Kanata (Nottwo, 2008, mit Frank Gratkowski und Tatsuya Nakatani)
- Das Mollsche Gesetz – Catalogue of Improvisation (WERGO, 2008)
- Fossile3 – Chomics (Konnex, 2010, mit Rudi Mahall, Etienne Nillesen)
- Sebastian Gramss / Frank Gratkowski / Alexei Lapin / Helen Bledsoe – Unplugged Mind (Leo, 2009)
- Leonhard Huhn / Sebastian Gramss – Duke Ellington's Far East Suite (fixcel, 2011)
- Marilyn Crispell / Erwin Ditzner / Sebastian Gramss – Free Flight (fixcel, 2011)
- Underkarl – Homo Ludens (Rent a Dog, 2012)
- Atopie, solo (JazzHausMusik, 2012)
- Bassmasse / Schwarm, Kontrabassorchester (gligg records 2013)
- Tetsu Saitoh, Sebastian Gramss – Raku: Double the Double Bass # 3 In Germany 2013 (Travesia 2014)
- Slowfox – Gentle Giants (Traumton 2017, mit Hayden Chisholm, Philip Zoubek)
- States of Play – Out & About (Rent a Dog 2018, mit  Valentín Garvie, Rudi Mahall, Nicola Hein, Philip Zoubek, Christian Ramond, Dominik Mahnig, Etienne Nillesen)
- States of Play – Subsonic (Rent a Dog 2021, mit Valentín Garvie, Shannon Barnett, Hayden Chisholm, Nicola Hein, Philip Zoubek, Christian Lorenzen, Christian Ramond, Dominik Mahnig, Etienne Nillesen)[3]
- Meteors – Message to Outer Space (Rent a Dog 2023, mit Shannon Barnett, Hayden Chisholms, Philip Zoubek, Christian Lorenzen, Dominik Mahnig)[4]
- States of Play – Urschall – Repercussions (Rent a Dog 2023, mit Valentin Garvie, Rudi Mahall, Wanja Slavin, Nicola L. Hein, Etienne Nillesen, Philip Zoubek, Christian Lorenzen, Christian Ramond, Dominik Mahnig, Thomas Sauerborn, Robert Nacken)[5]

## Hörspiel- und Filmmusiken (Auswahl)
- Gods First Draft, Hörspiel, 1989
- Thoreau, Hörspiel, 1991
- Elvis, Hörspiel, 1994
- Underkarls Travels, Hörspiel, 1999
- 040, Filmmusik, (Arte) 2000
- Himmelsbraut, Filmmusik, (SWR) 2000
- Damenwahl, Hörspiel (Regie: Heinz von Cramer), 2001
- Schaum der Tage, Hörspiel, 2002
- Agonie, Hörspiel, 2006
- Belli, (Regie: Heinz von Cramer), 2007
- Hebdomeros, Hörspiel (Regie: Heinz von Cramer), 2007